# New York (album)
New York je studiové album amerického kytaristy Lou Reeda, vydané v roce 1989 u Sire Records.

## Seznam skladeb
Všechny skladby napsal Lou Reed, pokud není uvedeno jinak.
1. "Romeo Had Juliette" – 3:09
2. "Halloween Parade" – 3:33
3. "Dirty Blvd." – 3:29
4. "Endless Cycle" – 4:01
5. "There Is No Time" – 3:45
6. "Last Great American Whale" – 3:42
7. "Beginning of a Great Adventure" (Reed, Mike Rathke) – 4:57
8. "Busload of Faith" – 4:50
9. "Sick of You" – 3:25
10. "Hold On" – 3:24
11. "Good Evening Mr. Waldheim" – 4:35
12. "Xmas in February" – 2:55
13. "Strawman" – 5:54
14. "Dime Store Mystery" – 5:01

## Sestava
- Lou Reed – zpěv, kytara, doprovodný zpěv
- Mike Rathke – kytara
- Rob Wasserman – basa
- Fred Maher – bicí, baskytara
- Maureen Tucker – perkuse
- Jeffrey Lesser – doprovodný zpěv
- Dion DiMucci – bdoprovodný zpěv